# Phyllophaga punctuliceps
Phyllophaga punctuliceps är en skalbaggsart som beskrevs av Bates 1888. Phyllophaga punctuliceps ingår i släktet Phyllophaga och familjen Melolonthidae. Inga underarter finns listade i Catalogue of Life.